# Il sogno di tutti
Il sogno di tutti è un film del 1941 diretto da Oreste Biancoli e László Kish